# Erythropeltales
Erythropeltales (ili Erythropeltidales), red crvenih algi u razredu Compsopogonophyceae. Priznato je šezdesetak vrsta. Red je dobio ime po rodu Erythropeltis.

## Porodice
1. Erythropeltales incertae sedis
2. Erythrotrichiaceae G.M.Smith